# Impact Report and Investment Standards
Impact Report and Investment Standards (IRIS) é o catálogo de métricas de performance amplamente aceitas usadas por investidores de impacto para medir o sucesso social, ambiental e financeiro de organizações, avaliar acordos e aumentar a credibilidade da indústria de investimento de impacto.
Cada métrica IRIS inclui uma definição padronizada. Onde relevante, orientações de uso são oferecidas a investidores para que tenham instruções claras de como implementar uma métrica em particular e exemplos para ilustrar a métrica na prática. Com métricas IRIS, investidores podem comparar dados de performance em todo o seu portfólio, ou dentro de setores ou objetivos de investimento específicos.

## Importância da Medição de Impacto
A medida que investidores dedicam uma porção de seus portfólios a investimentos de impacto, eles exigem dados confiáveis sobre a performance social e ambiental desses investimentos. Muitas organizações sociais já usam dados para comunicar essa performance, mas apenas com métricas consistentes é possível comparar e agregar performance através de uma variedade de investimentos. Além de permitir análise efetiva de dados, medição de impacto também promove prestação de contas e transparência no campo de investimento de impacto.
O catálogo IRIS compila métricas padronizadas que são amplamente aceitas em vários setores sociais e ambientais. Mais de 5000 organizações já usam IRIS para avaliar, comunicar e gerir sua performance social e ambiental.

## Métricas
As métricas IRIS medem a performance social e ambiental de uma organização. O catálogo é projetado para uso em diferentes setores e localizações geográficas, e inclui métricas que se aplicam a vários tipo de performance, incluindo objetivos financeiros, operacionais, de produto, setoriais, sociais e ambientais.
As métricas são compiladas a partir de 40 padrões específicos de determinados setores, permitindo que organizações usem o IRIS como a âncora para diversos requisitos de prestação de contas. Através de grupos de trabalho especialistas formais, novas métricas IRIS são propostas para setores ou objetivos que ainda não estão representados.
O IRIS provê a fundação para medição de impacto. Espera-se que o usuário decida quais métricas são relevantes para medir seus objetivos únicos de performance. Métricas IRIS já foram incorporadas em várias ferramentas de avaliação, como a B Impact Assessment e a PRISM.